# Саарбрюкен
Саарбрю́кен (нім. Saarbrücken: Заарбрюкен, фр. Sarrebruck: Сарбрюк) — місто на південному заході Німеччини, столиця землі Саар. Населення становить 179 634 ос. (станом на 31 грудня 2021).

## Історія
Вперше Саарбрюкен згадується в дарчій грамоті Оттона III за 999 р. як «замок Сарабрука» (castellum Sarabrucca). Саарбрюкен виник при з'єднанні трьох міст: Саарбрюкен, Санкт-Йоганн і Мальштатт-Бурба.
Протягом століть місто неодноразово переходило з німецьких до французьких рук.

## Економіка
Саарбрюкен — великий індустріальний центр у центрі Саарського вугільного басейну. Тут розташовані підприємства металургійної, оптико-механічної, керамічної, пивоварної, машинобудівної та інших галузей.

## Транспорт

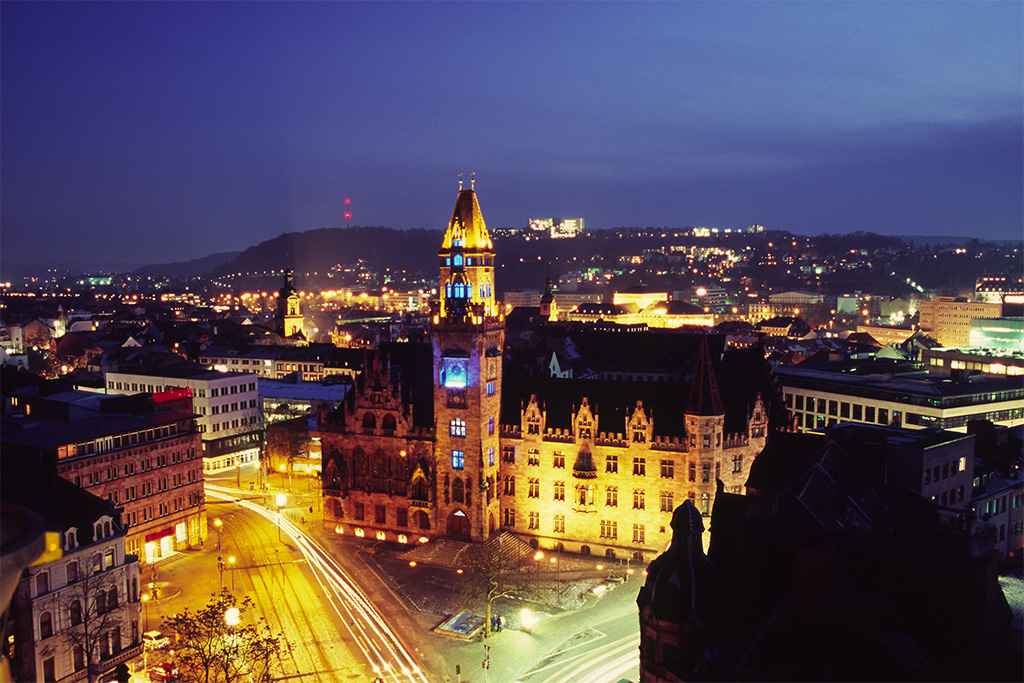
Саарбрюкен (ратуша)

Саарбрюкен пов'язаний з Рігельсбергом і Сарргеміном (Франція) лінією міжміського трамвая (tram-train, «трамвай-поїзд») Saarbahn. У межах міста система Saarbahn виконує функцію звичайного міського трамвая.
У Саарбрюкені розташовувалася одна із залізничних дирекцій Deutsche Bundesbahn.

## Міста-побратими
- Нант (фр. Nantes, брет. Naoned), Франція (1965)
- Тбілісі (груз. თბილისი), Грузія (1975)
- Котбус (нім. Cottbus), Німеччина (1987)
- Ковель, Україна (2023)

## Уродженці
- Пауль Адам (1892—1969) — німецький офіцер, оберст резерву вермахту
- Вольфганг Штаудте (1906—1984) — німецький режисер, сценарист
- Вальтер Шелленберг (1910—1952) — начальник політичної розвідки служби безпеки, бригадефюрер СС.
- Сандра Крету (* 1962) — німецька попспівачка.

## Галерея

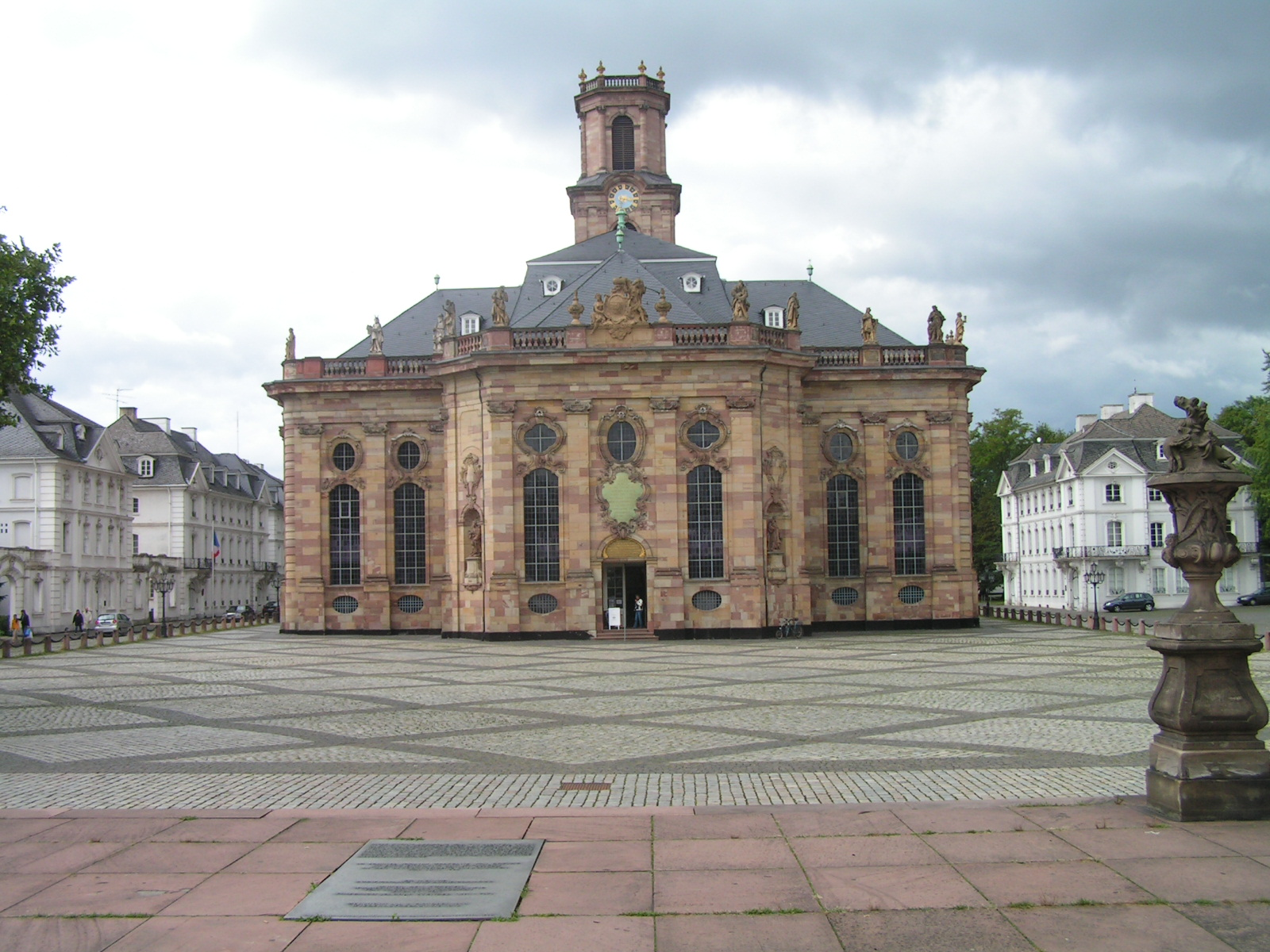
Ludwigskirche (Церква Людвига)
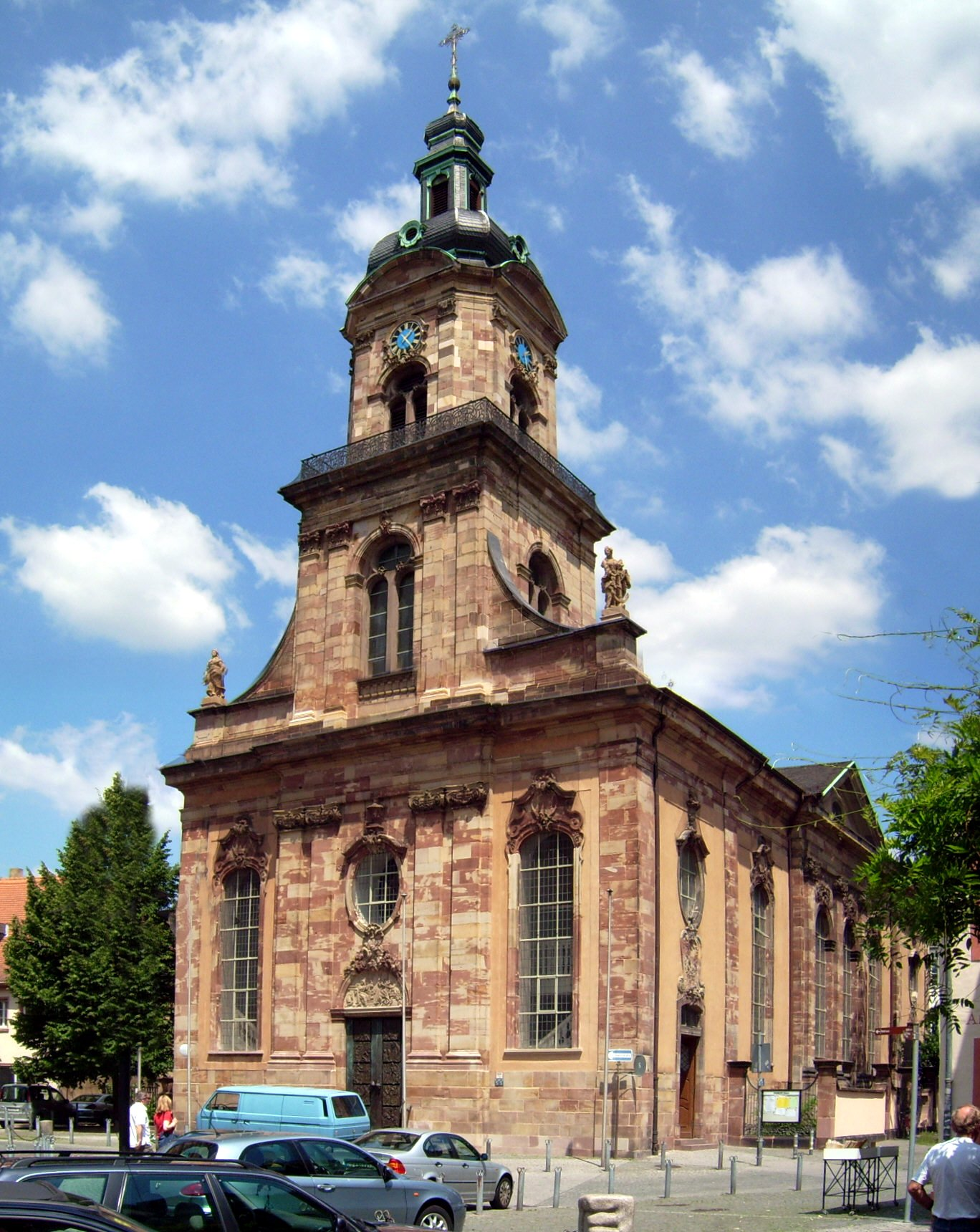
Базиліка Св. Йоганна
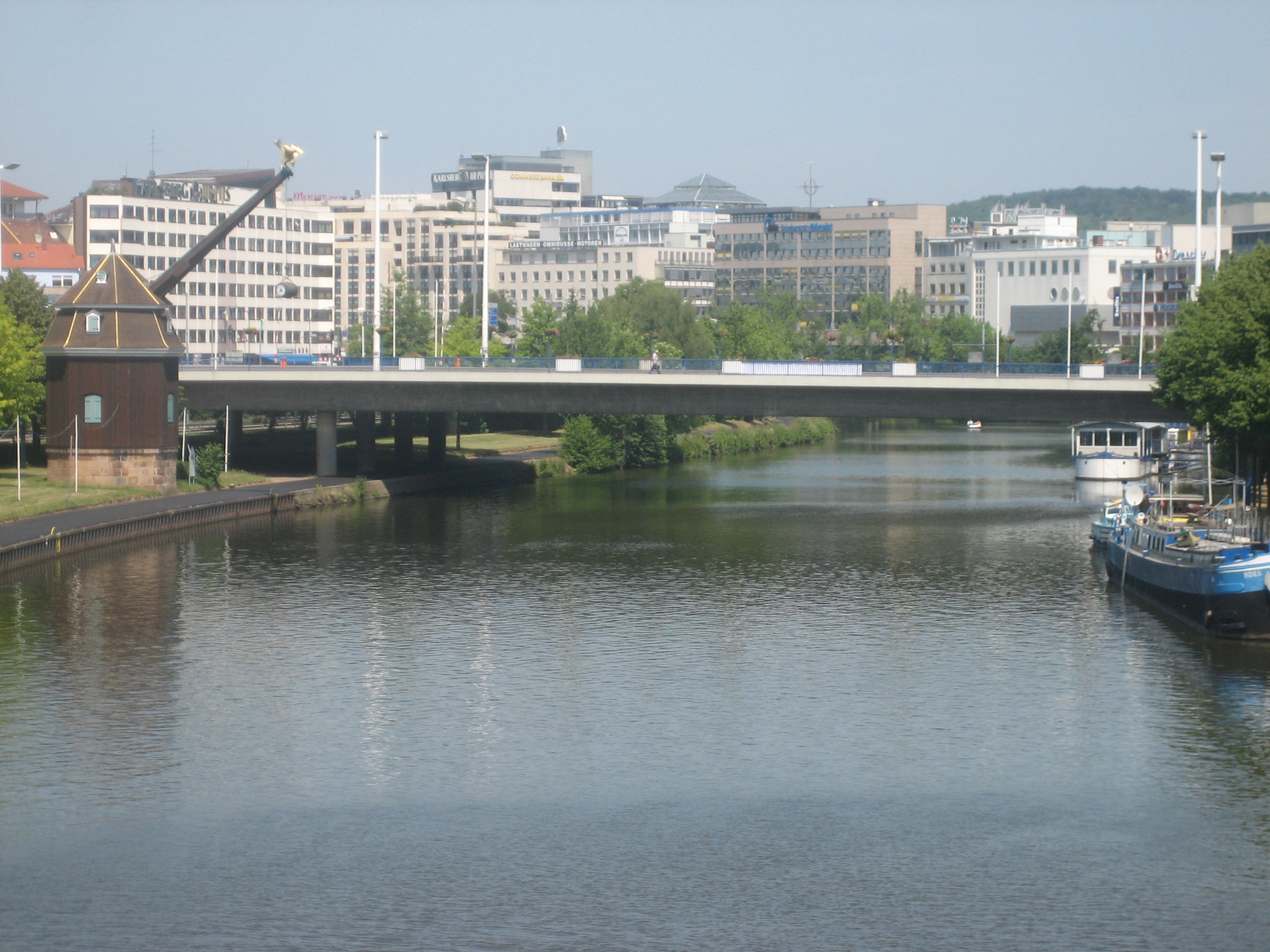
Міст Вільгельма-Гайнріха з відновленим річковим краном
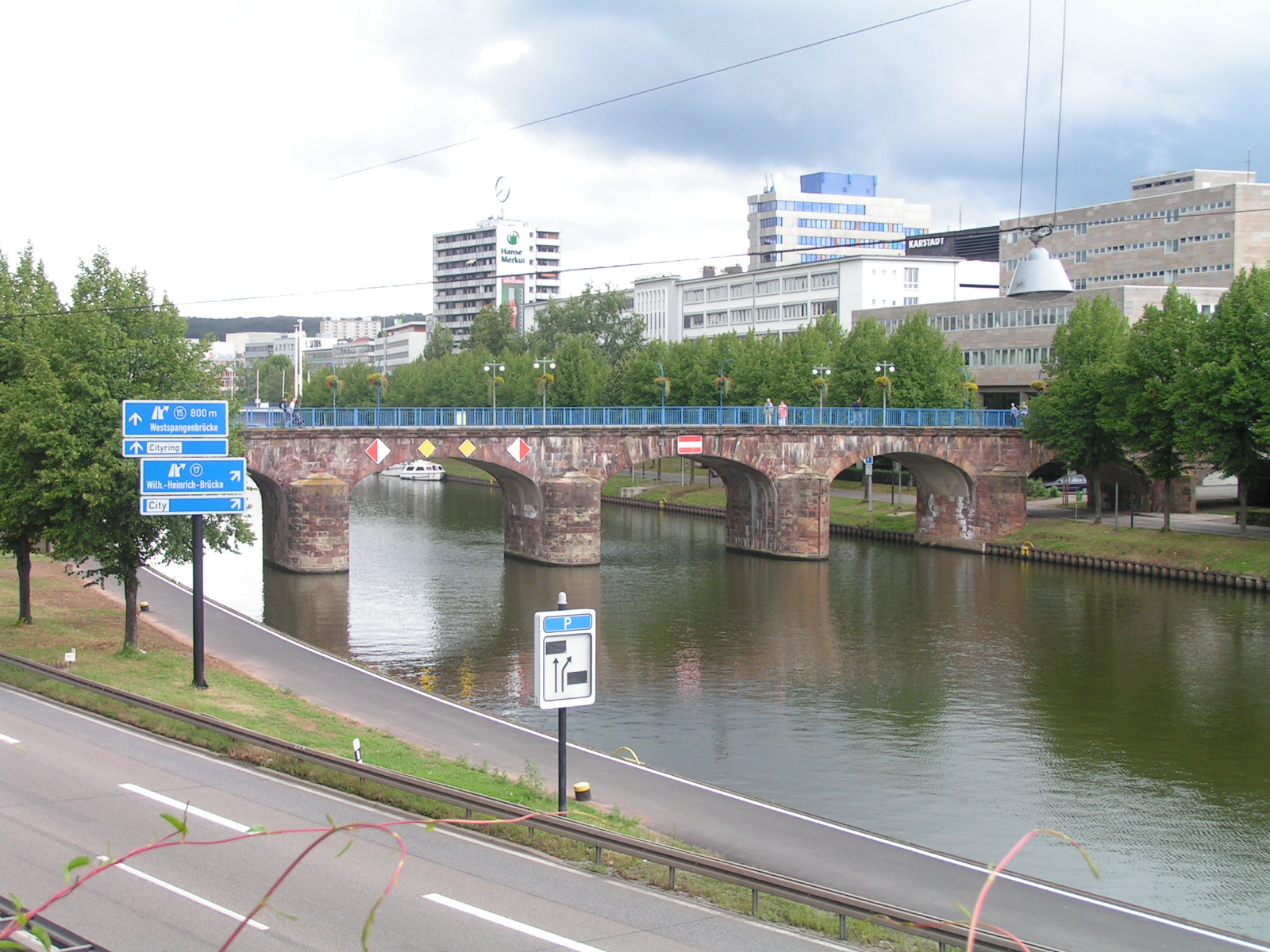
Alte Brücke (Старий міст)
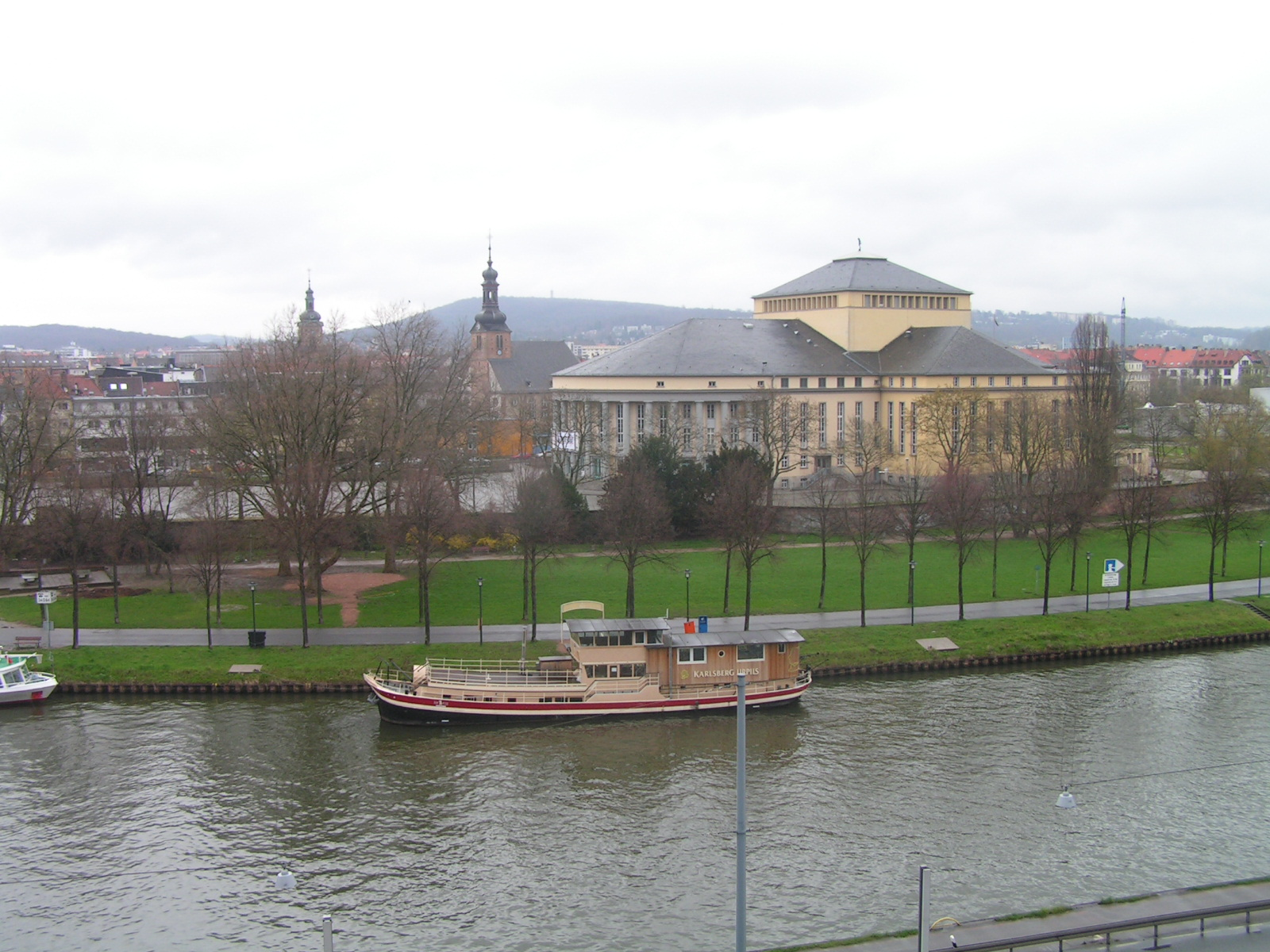
Staatstheater (театр)
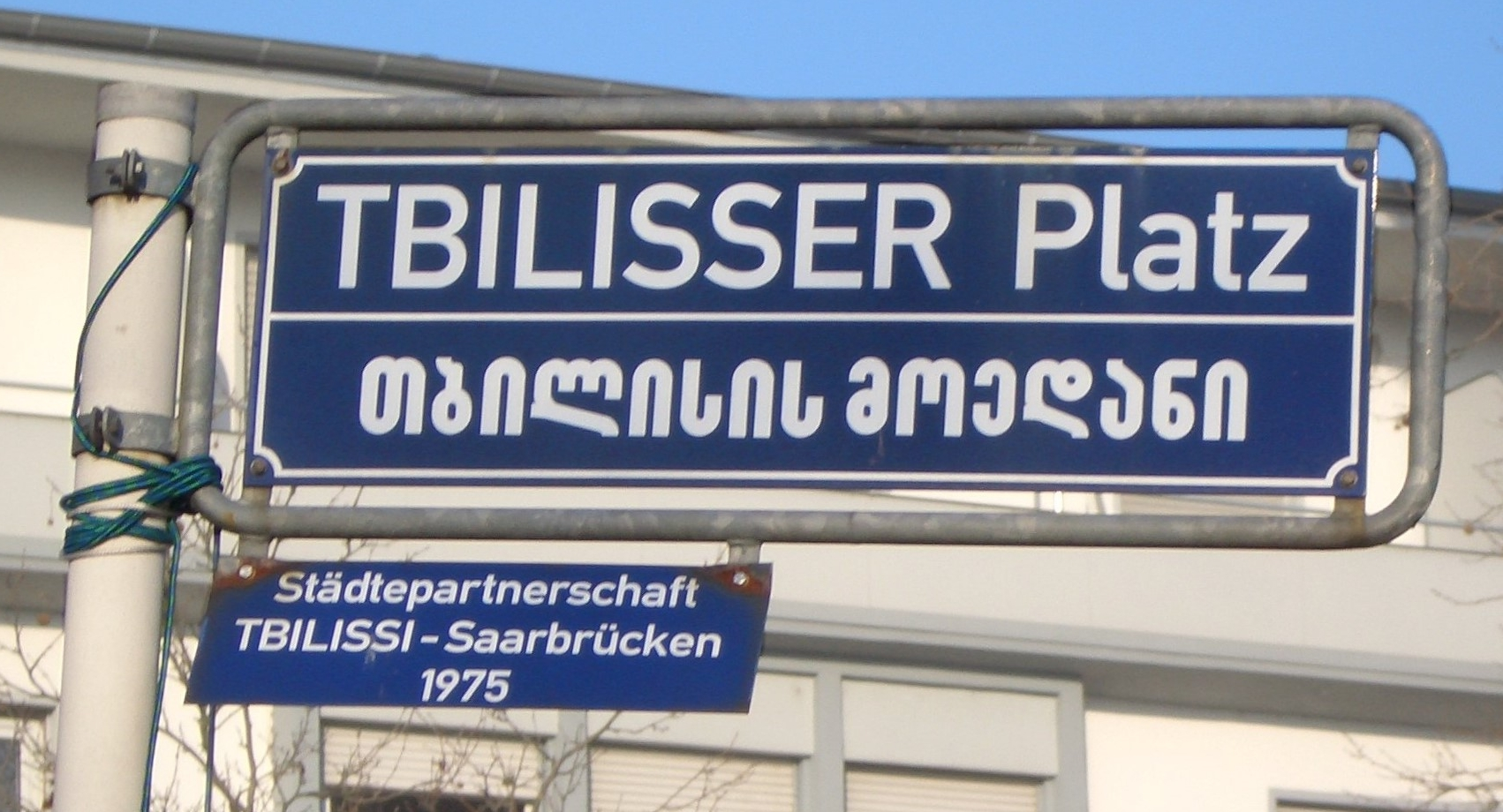
Площа Тбілісі
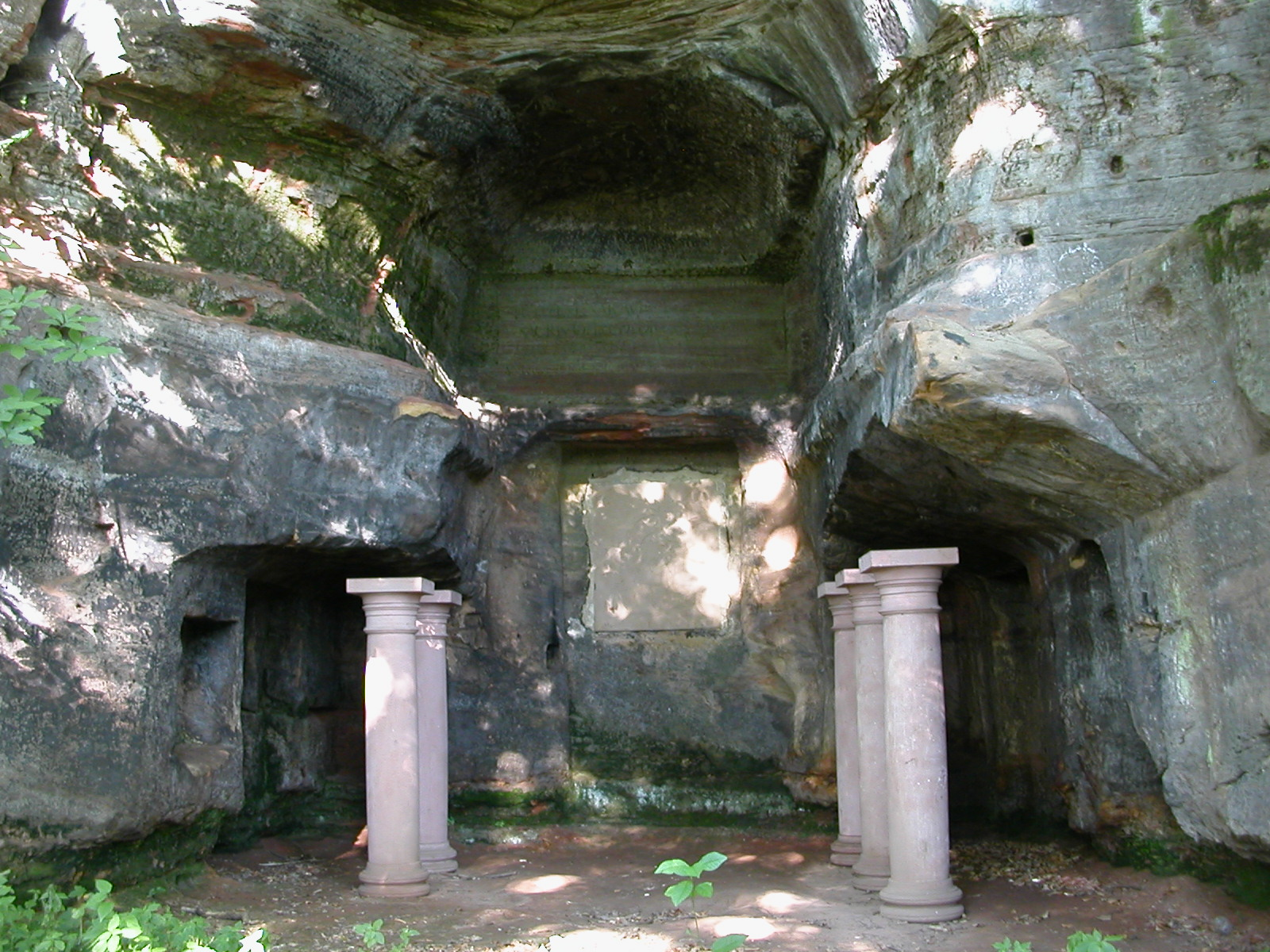
Печера Мітрас
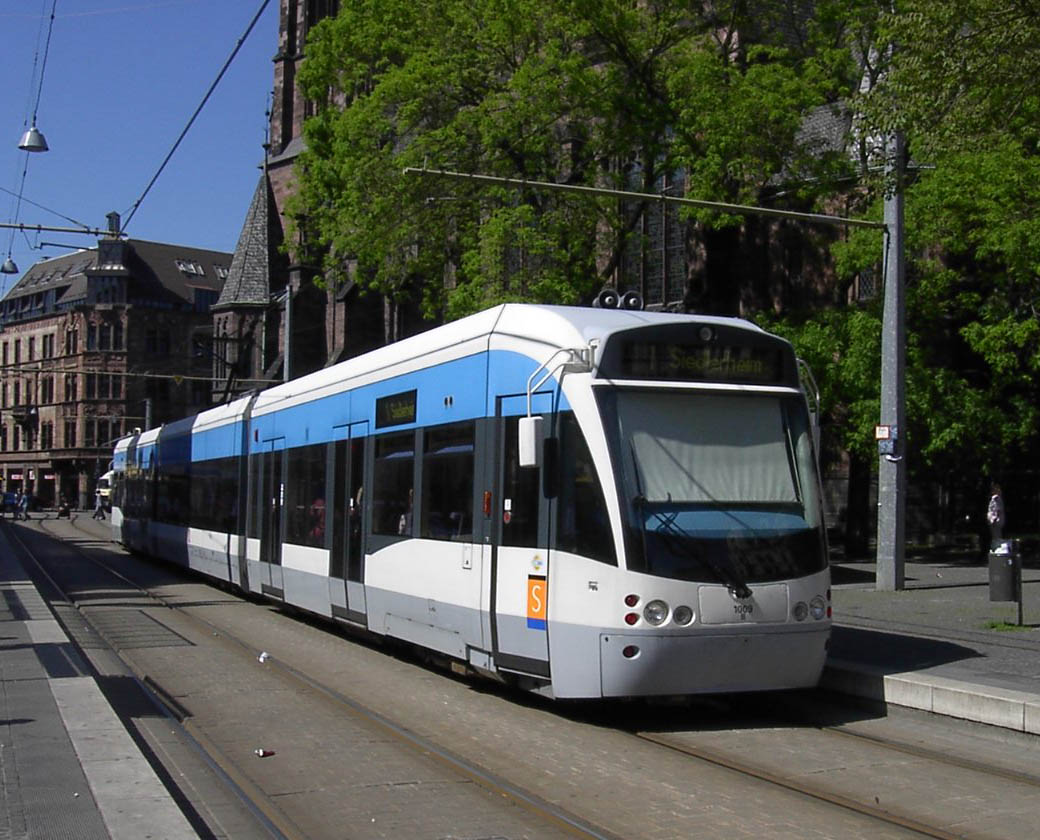
Saarbahn трамвай
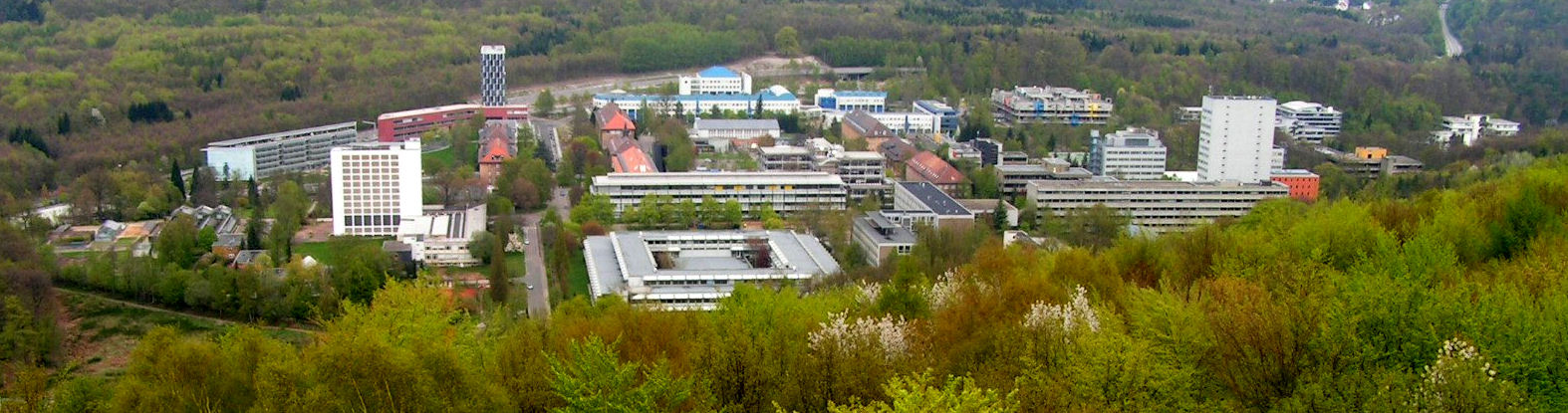
Кампус Заарландського університету
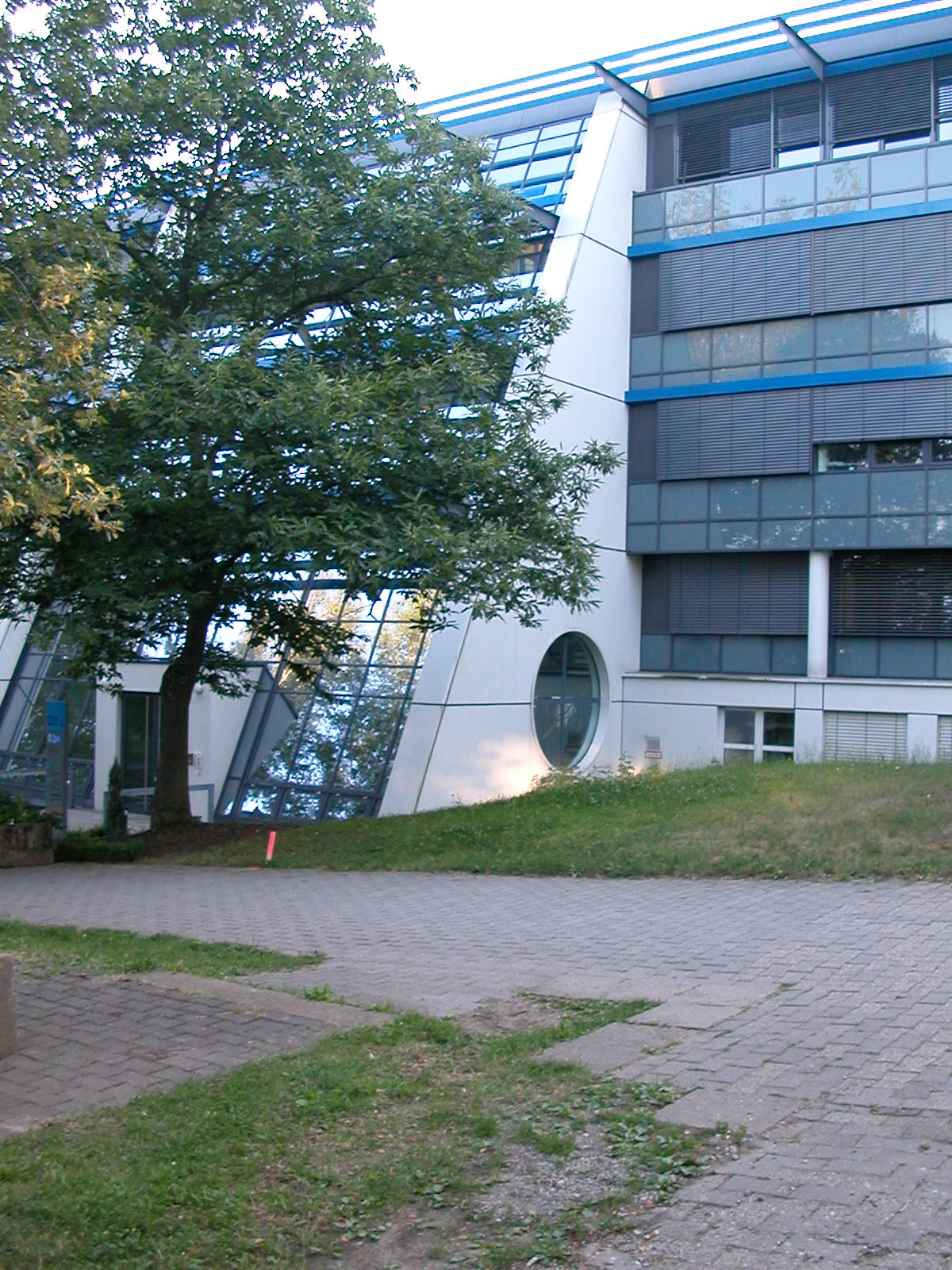
Німецький Дослідницький центр штучного інтелекту
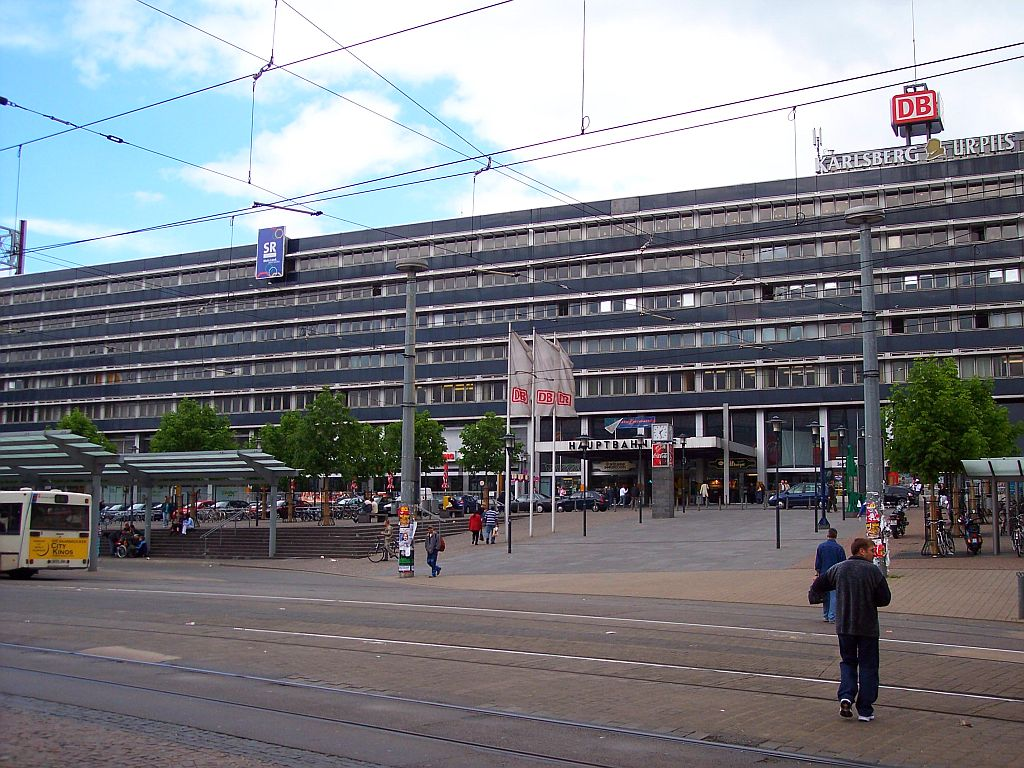
Центральний вокзал
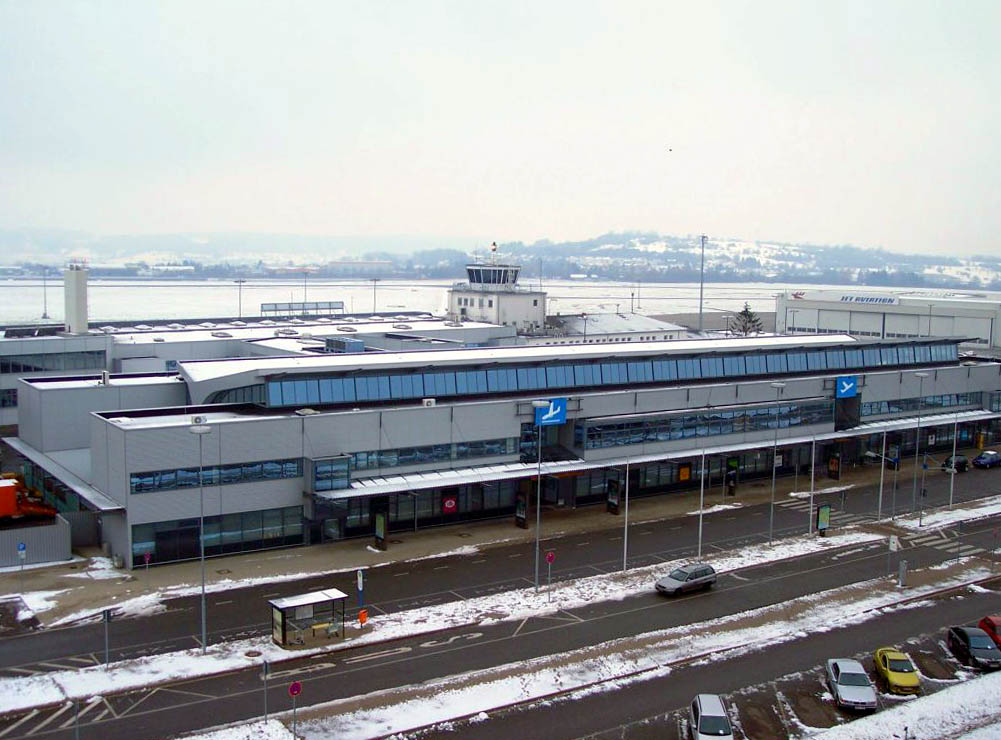
Саарбрюкенський аеропорт (Saarbrücken Airport)